# 퓰리처 특별상

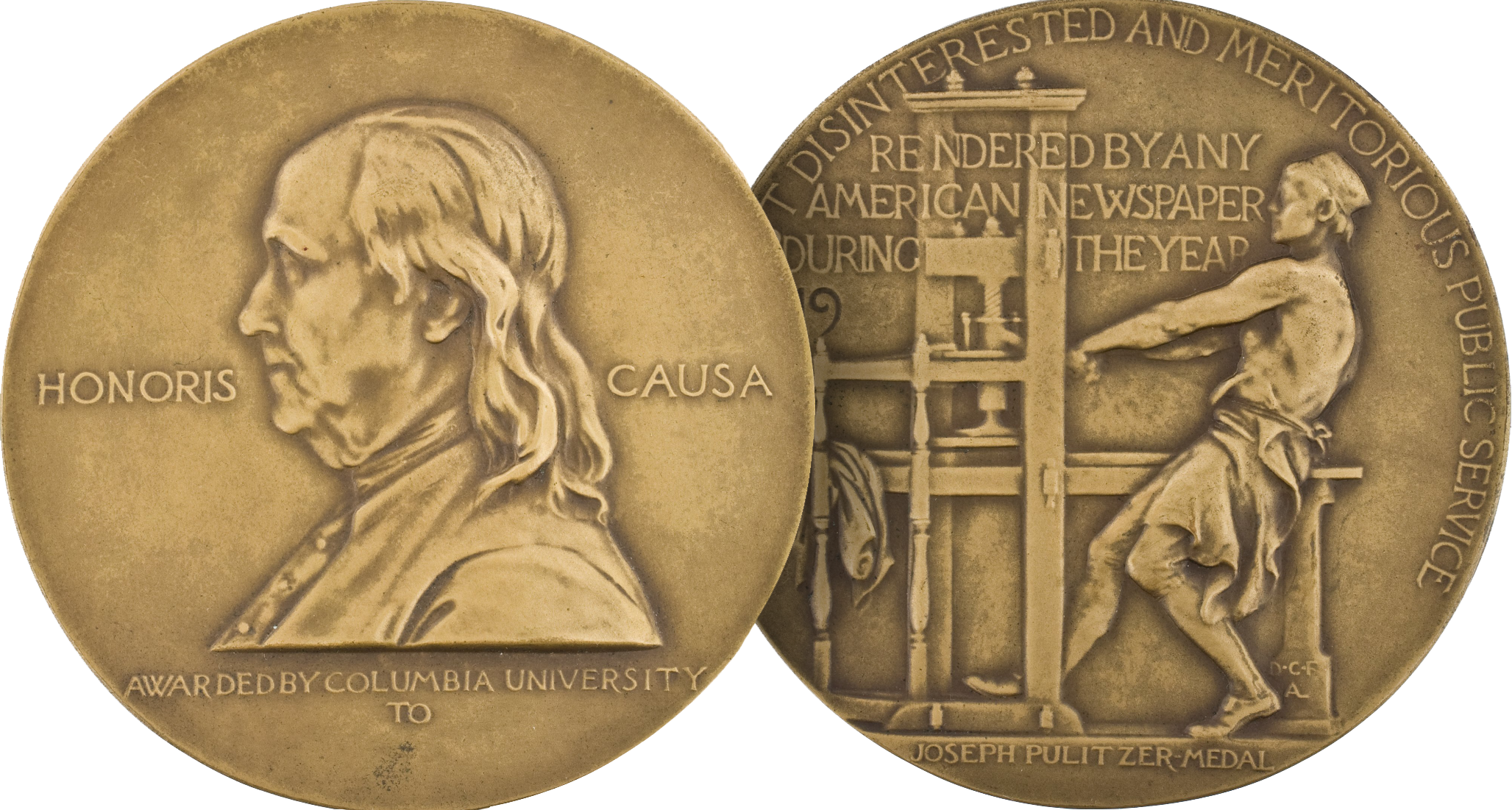
퓰리처 특별상 메달 앞면과 뒷면

퓰리처 특별상(Pulitzer Prize Special Citations and Awards)은 퓰리처상 심사위원이 필요하다고 판단되는 경우 특별한 인용과 상을 수여할 수 있다.
상은 다양하다. 퓰리처상 위원회는 조지 거슈윈, 고독한 수도사, 존 콜트레인 및 공작 엘링턴에게 주어지는 특별 표창장은 위원회가 4개의 표창장을 인용하지 못한 것에 대한 비판에 대한 응답이라고 밝혔다.
2020년 5월 4일, 아이다 B. 웰스는 린치 시대에 아프리카계 미국인들에 대한 끔찍하고 잔인한 폭력에 대한 그녀의 탁월하고 용기 있는 보도로 퓰리처 특별 표창장의 수상자로 발표되었다. 퓰리처상 위원회는 웰스의 사명을 지지하기 위해 적어도 5만 달러를 추후 발표될 수상자들에게 기부할 것이라고 발표했다. 이 표창장에 대한 구체적인 범주는 발표되지 않았다.
2021년 6월 11일, 다넬라 프레이저는 퓰리처 특별 표창 수상자로 발표되었다.